# Uranophora terminalis
Uranophora terminalis är en fjärilsart som beskrevs av Walker 1854. Uranophora terminalis ingår i släktet Uranophora och familjen björnspinnare. Inga underarter finns listade i Catalogue of Life.